# José Gabriel Peris Sornosa
José Gabriel Peris Sornosa más conocido como José Peris (Valencia, 11 de junio de 1989) es un futbolista español que juega de lateral izquierdo en el Club Deportivo Atlético Baleares de la Segunda División B.

## Carrera deportiva
El primer equipo conocido de Peris es el Olímpic de Xátiva equipo por el que fichó en 2009. A lo largo de 5 temporadas jugó únicamente 37 partidos con el club de Játiva, por lo que el  3 de julio de 2014 decidió marcharse al Huracán Valencia.
En el Huracán encontró la continuidad, jugando 60 partidos y marcando 2 goles.
En 2015 ficha por el Villarreal CF B con el que jugó 36 partidos en dos temporadas y en 2017 tras el descenso del Elche CF a Segunda B ficha por el club alicantino. Con el Elche debutó el 30 de agosto de 2017 ante el CF Badalona en un partido de Copa del Rey.

## Clubes
- Olímpic de Xátiva (2009-2014)
- Huracán Valencia (2014-2015)
- Villarreal CF B (2015-2017)
- Elche CF (2017)
- Marbella Fútbol Club (2018)
- Club Deportivo Atlético Baleares (2019- )